# غرفة نظيفة

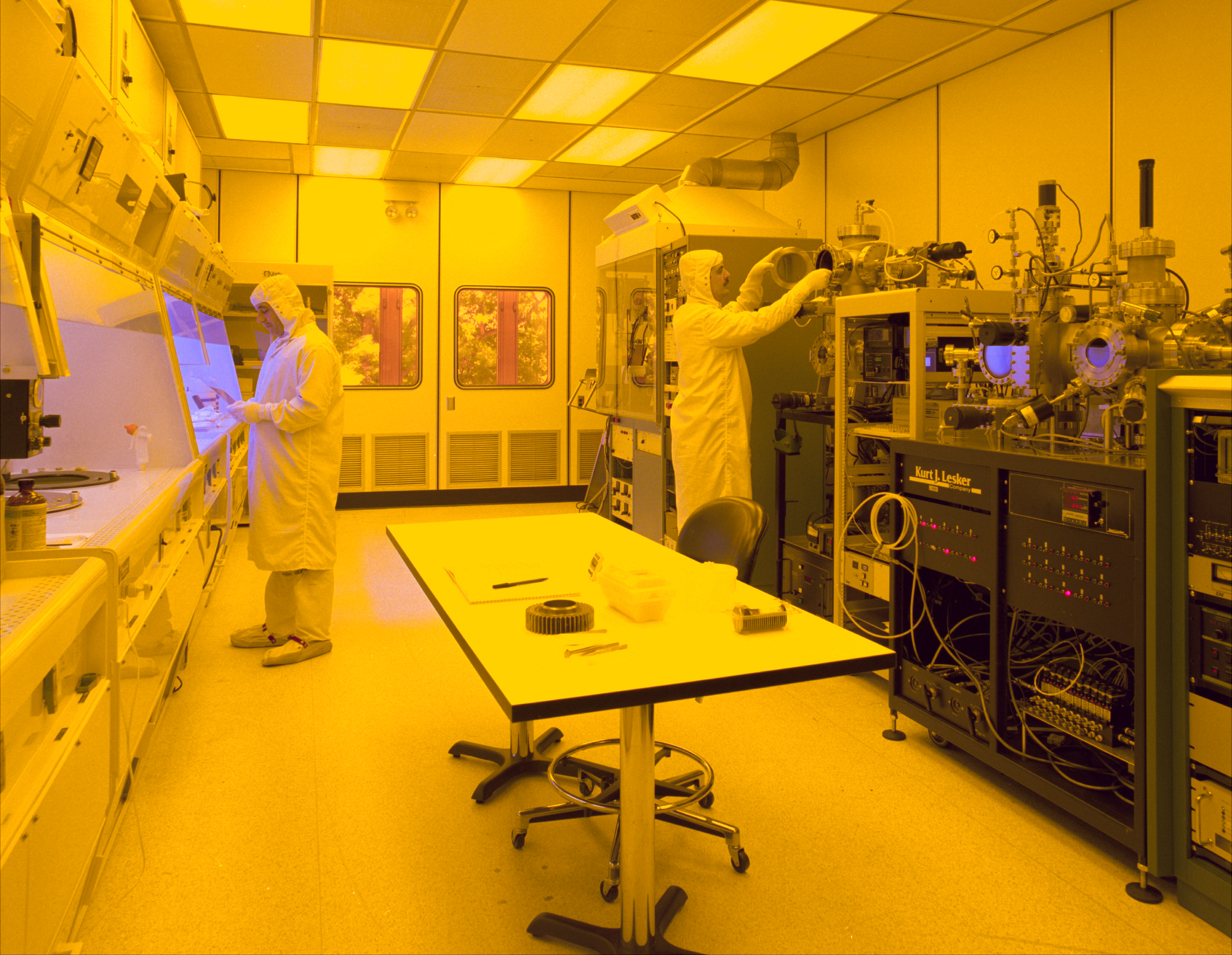
غرفة نظيفة لانتاج الانظمة المايكروية, الضوء الأصفر ضروري لكي لا تؤثر الأطوال الموجية الصغيرة على عملية الطباعة الحجرية الضوئية في القوالب الحساسة ضوئياً.

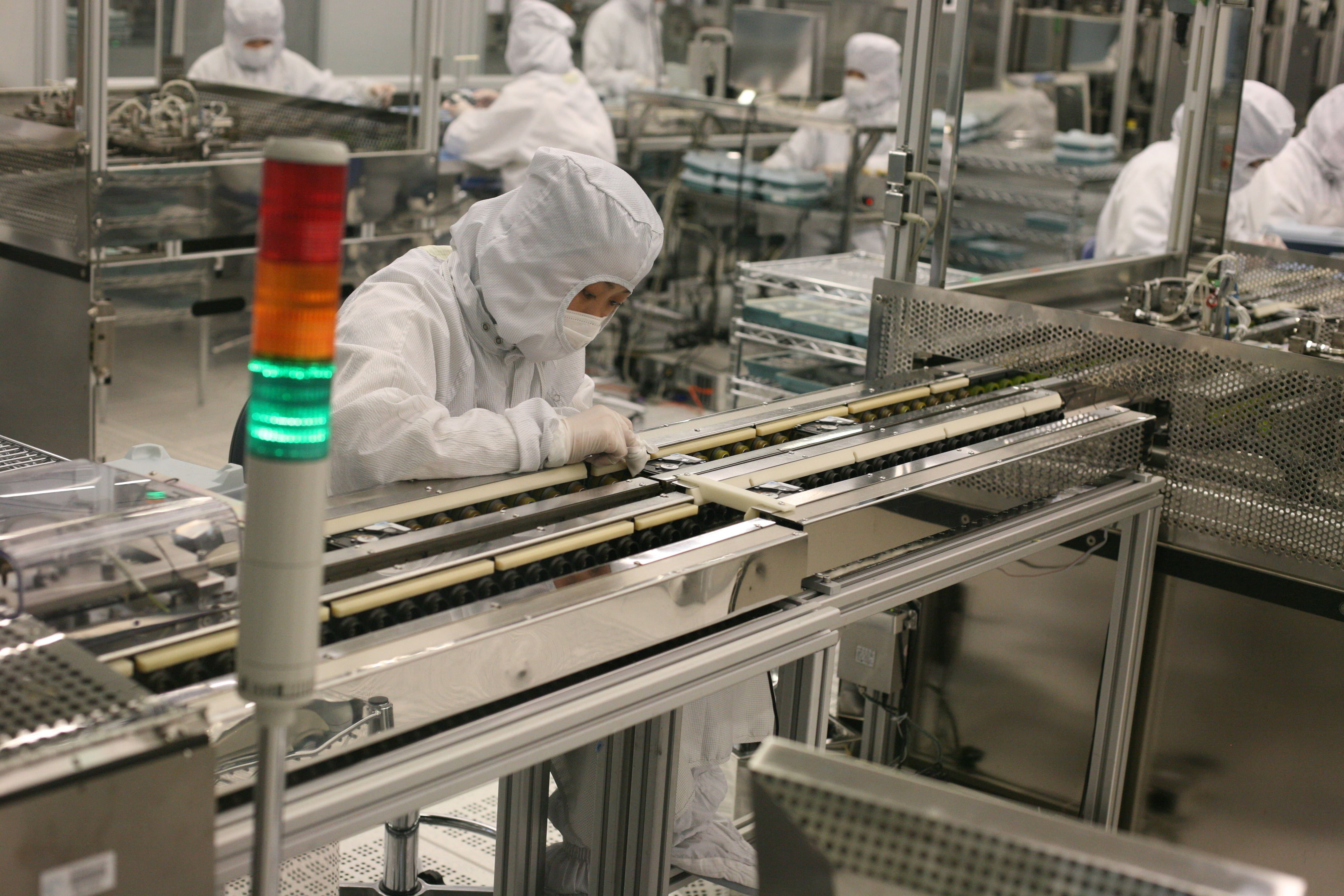
غرفة نظيفة.

الغرفة النظيفة (بالإنجليزية: Cleanroom)‏ هي الغرفة التي يقوم داخلها السيطرة على تركيز الجسيمات العالقة والملوثة في الهواء، والتي يتم من خلالها بطرق للحد من دخول هذه المكونات، ومنع أو تقليل تكوين الجسيمات العالقة والملوثة داخل الغرفة. المرجع : المعايير القياسية الدولية ISO14644 - 1 الطبعة الأولى 1999/5/1.
وهناك أيضا غرف نظيفة متخصصة في البيئة، والتي تستخدم عادة في التصنيع والبحث العلمي، والتي تحتوي على مستوى منخفض من الملوثات البيئية مثل الغبار والميكروبات المحمولة جوا، جزيئات الهباء الجوي والأبخرة الكيميائية والتي تؤثر على البحث العلمي البيئي.
وبتعبير أكثر دقة، الغرف النظيفة لديها مستوى مسيطر عليه من التلوث والذي تم تحديده من خلال عدد من الجسيمات في المتر المكعب وكذلك حجم الجسيمات المحدد.
لإعطاء مثال على ذلك، الهواء المحيط الخارجي في بيئة نموذجية حضرية يحتوي على جزيئات 35000000 لكل متر مكعب، 0.5 ميكرون وأكبر في القطر، وهو ما يمثل غرف ايزو 9 النظيفة.

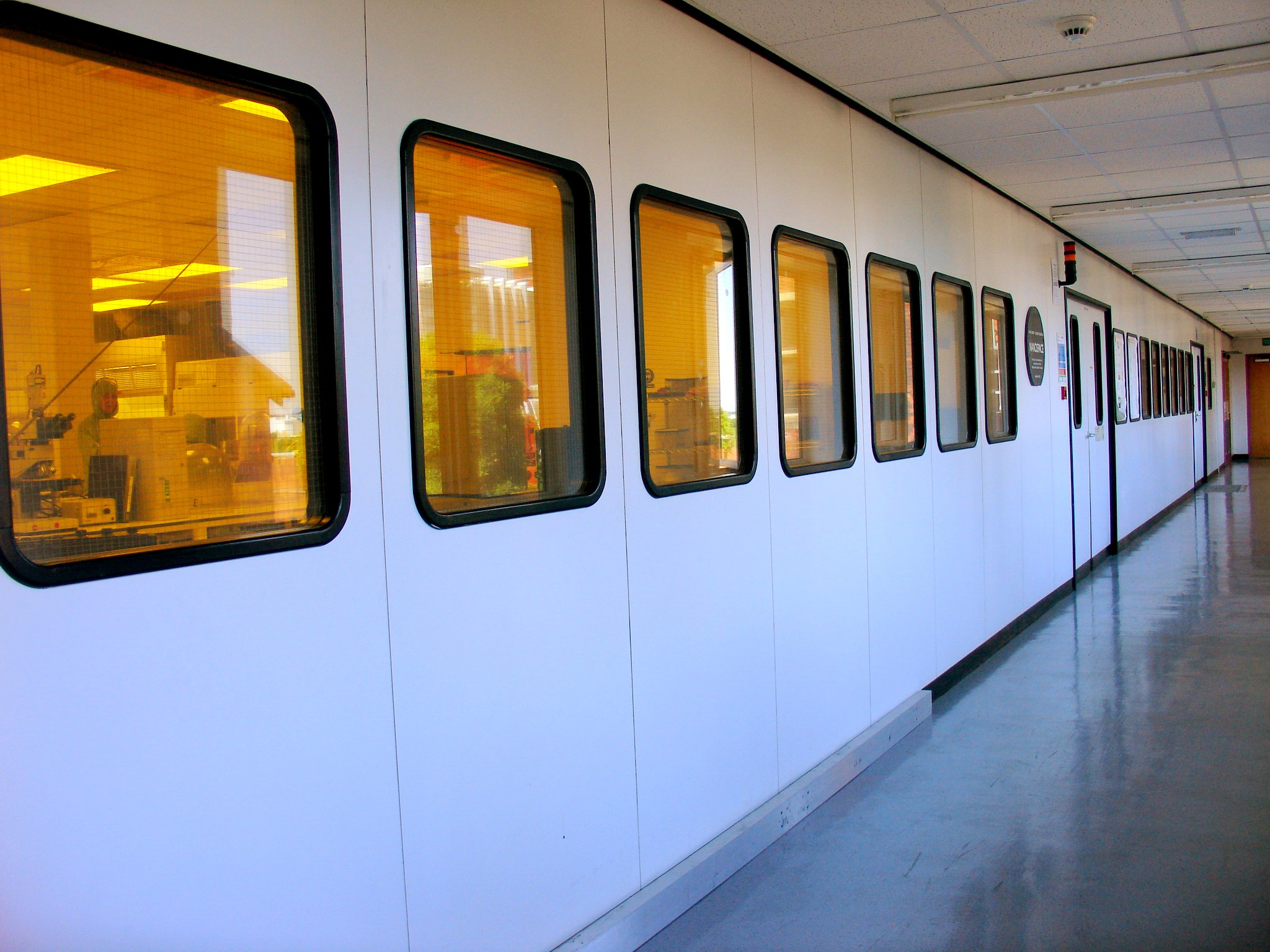
غرفة نظيفة من الخارج.

## نظرة عامة
الغرف النظيفة يمكن أن تكون كبيرة جدا. كمثال على ذلك يمكن احتواء مرافق التصنيع بالكامل داخل غرفة نظيفة مع مصانع كاملة تغطي آلاف الأمتار المربعة. تستخدم هذه الغرف وعلى نطاق واسع في تصنيع أشباه الموصلات وفي التقنية الحيوية وعلوم الحياة وغيرها من المجالات التي تعتبر حساسة جداً للتلوث البيئي.